# 舒史明
舒史明（英語：Thomas P. Shoesmith，1922年—2007年4月26日），美國外交官，賓夕法尼亞州人，官至美國駐馬來西亞大使、國務院亞太局日中韓事務副助卿:p34，亦有廣泛的涉華及涉日經驗，派任職位包括駐香港總領事、國務院中華民國科（Republic of China desk，現台灣協調處）科長、美國駐日大使館副館長等職:p1。

## 早年生涯
舒大使早年就讀賓夕法尼亞大學，1943年以二等兵階級入伍美國陸軍，參與耶魯大學和密西根大學軍事情報語言學校的日語訓練計畫，1945年受任為軍官，派赴駐日盟軍總司令部參謀二部（情報部）當日語軍官達2年，其後返美並在1951年獲得哈佛大學學位:p2。

## 外交生涯
1951年，舒史明以文官身分入職外交界，於國務院情報研究局處理對日業務:p3。其後陸續擔任駐香港總領事館領事官（1956年—1958年）、駐韓大使館館員（1958年—1960年）、駐日大使館政治處政治官（1961年—1963年）、駐福岡首席領事（1963年—1966年）等海外職位。1966年，舒史明調回國務院本部，擔任中華民國科副科長:p15，1967年因科長卞承修（Josiah W. Bennett）調職，遂接任科長至1971年:p15。
1972年，舒史明再次展開駐外任期，擔任駐日大使館副館長至1976年，1977年至1981年間調任為駐香港總領事，1981年至1983年間重回國務院亞太局擔當日中韓事務副助卿業務:p34，1983年12月至1987年2月間接掌駐馬來西亞大使一職。